# Jordon Southorn
Jordon Southorn (* 15. Mai 1990 in Montréal, Québec) ist ein kanadischer Eishockeyspieler, der seit Juli 2024 bei den Brûleurs de Loups de Grenoble aus der französischen Ligue Magnus unter Vertrag steht und dort auf der Position des Verteidigers spielt. Zuvor verbrachte Southorn unter anderem vier Spielzeiten in der slowakischen Extraliga, wo er mit dem HC 05 Banská Bystrica und HC Košice jeweils die Slowakische Meisterschaft gewann. Zudem absolvierte er über 330 Partien in der ECHL.

## Karriere
Southorn begann seine Karriere im Sommer 2006 bei den P.E.I. Rocket aus der kanadischen Juniorenliga Ligue de hockey junior majeur du Québec (LHJMQ). Dort verbrachte der Verteidiger insgesamt vier Jahre, in denen er 279 Spiele für das Team absolvierte. Dabei gelangen ihm 108 Scorerpunkte. Während dieser Zeit wurde er im NHL Entry Draft 2008 in der vierten Runde an 104. Stelle von den Buffalo Sabres aus der National Hockey League (NHL) ausgewählt.

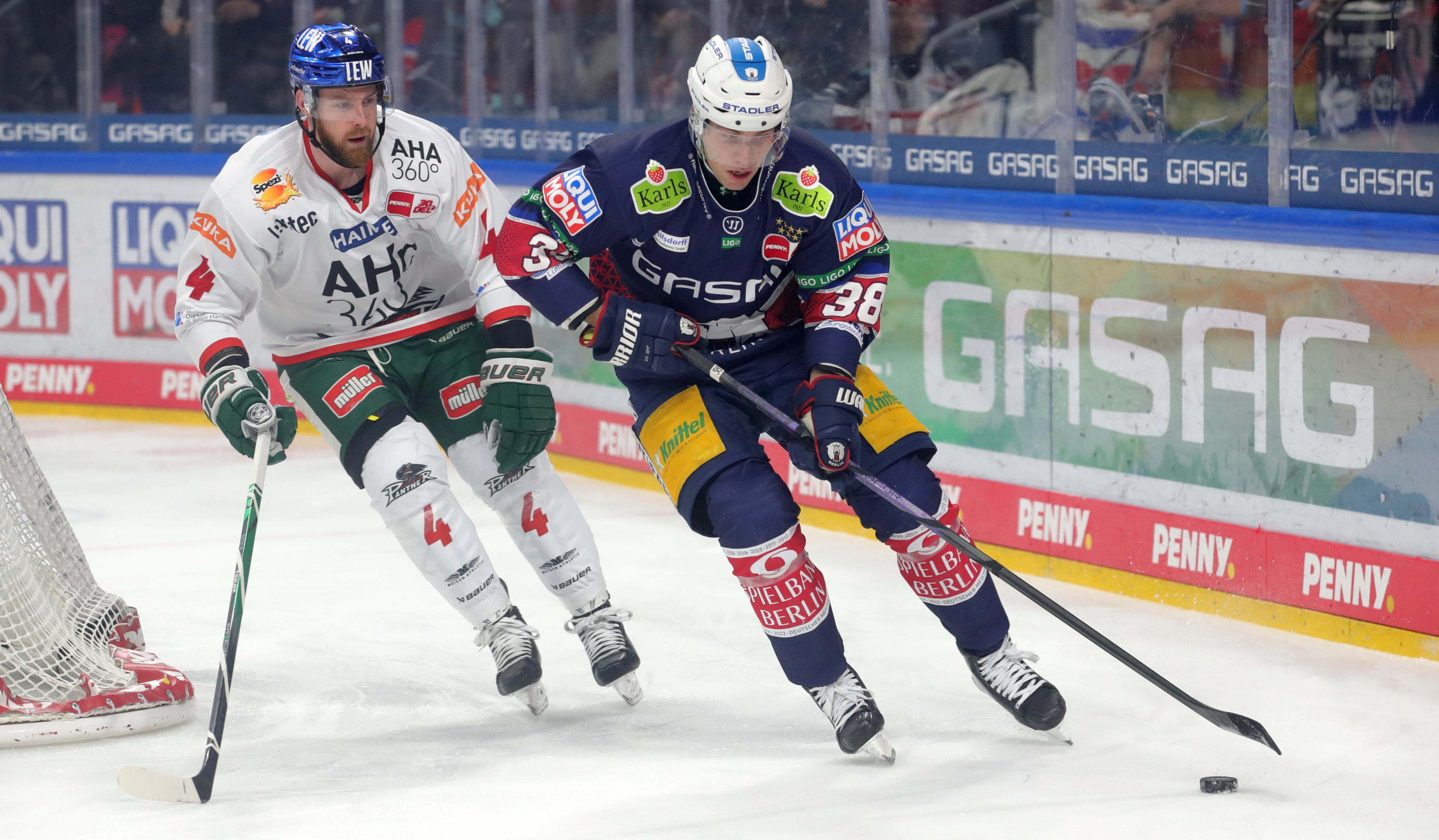
Southorn (links) im Trikot der Augsburger Panther (2023)

Im Jahr 2010 debütierte der Linksschütze im Profibereich bei den Trenton Devils aus der ECHL. Die folgende Spielzeit 2011/12 verbrachte der Kanadier sowohl bei Trenton als auch beim Ligakonkurrenten Wheeling Nailers, wohin er im Januar 2012 transferiert worden war. Des Weiteren absolvierte er auf Leihbasis zwei Spiele bei den Providence Bruins aus der American Hockey League (AHL). Die Saison 2012/13 bestritt der Defensivakteur bei den Elmira Jackals aus der ECHL, bei denen er mit 34 Punkten aus 64 Spielen punktbester Verteidiger war. Nach drei Spielen für Elmira im Spieljahr 2013/14 wechselte Southorn zunächst in die britische Elite Ice Hockey League (EIHL) zu den Dundee Stars. Aus Schottland kehrte der Verteidiger jedoch bereits nach drei Spielen wieder nach Nordamerika zurück und wechselte zurück in die ECHL zu den Fort Wayne Komets. Ebenso kam der Abwehrspieler auf Basis eines Probevertrags bei den Portland Pirates aus der AHL zum Einsatz, für die er den Großteil der anschließenden Saison 2014/15 auf dem Eis stand. In der Spielzeit 2015/16 kehrte der Linksschütze nach Fort Wayne zurück, nachdem er im Vorjahr auch zu einigen Einsatzminuten bei deren Ligakonkurrenten Gwinnett Gladiators gekommen war.
Zum Spieljahr 2016/17 wechselte Southorn zum kasachischen Klub Torpedo Ust-Kamenogorsk aus der zweitklassigen russischen Wysschaja Hockey-Liga (WysHL). Mit der Mannschaft drang der Kanadier in dieser Saison bis in die Finalspiele der Meisterschaft vor, wo das Team allerdings dem HK Dynamo Balaschicha nach Spielen deutlich mit 0:4 unterlag. Die anschließende Spielzeit verbrachte der Kanadier neben dem Team aus Öskemen auch bei Barys Astana aus der Kontinentalen Hockey-Liga (KHL). Im Juli 2018 gaben die Straubing Tigers aus der Deutschen Eishockey Liga (DEL) bekannt, einen Probevertrag mit Southorn abgeschlossen zu haben. Ein langfristiges Engagement kam jedoch nicht zustande.
Anschließend kehrte der Verteidiger in die ECHL zurück und ging für die Florida Everblades aufs Eis, ehe er im Dezember 2018 zum HC 05 Banská Bystrica aus der slowakischen Extraliga wechselte. Mit dem Klub gewann er im Frühjahr 2019 die Slowakische Meisterschaft. Es folgte eine weitere Saison bei Banská Bystrica mit 51 Punkten in ebenso vielen Spielen, bevor Southorn im Juni 2020 für die Spielzeit 2020/21 zum Ligakonkurrenten HK Dukla Michalovce wechselte. Im Sommer 2021 verließ der Abwehrspieler nach zweieinhalb Jahren die Slowakei und schloss sich dem tschechischen Verein Orli Znojmo, der am Spielbetrieb der ICE Hockey League teilnahm, an. Nach nur 14 Einsätzen nahm er bereits im November 2021 ein Angebot des lettischen Hauptstadtklubs Dinamo Riga an. Southorn wurde beim KHL-Teilnehmer aber bis zum Saisonende nur neunmal eingesetzt. Er kehrte daraufhin in die Slowakei zurück und absolvierte die Saison 2022/23 beim HC Košice. Mit dem Verein feierte der Kanadier im Frühjahr 2023 abermals den Gewinn des Slowakischen Meistertitels. Seine Leistungen im Spieljahr, die ihm die Berufung ins All-Star-Team der Liga einbrachten, führten schließlich dazu, dass er im Juli 2023 von den Augsburger Panthern aus der DEL für ein Jahr verpflichtet wurde.
Vor der Saison 2024/25 wurde Southorn von den Brûleurs de Loups de Grenoble aus der französischen Ligue Magnus verpflichtet.

## Erfolge und Auszeichnungen
- 2019 Slowakischer Meister mit dem HC 05 Banská Bystrica
- 2023 Slowakischer Meister mit dem HC Košice
- 2023 Extraliga All-Star Team

## Karrierestatistik
Stand: Ende der Saison 2023/24
(Legende zur Spielerstatistik: Sp oder GP = absolvierte Spiele; T oder G = erzielte Tore; V oder A = erzielte Assists; Pkt oder Pts = erzielte Scorerpunkte; SM oder PIM = erhaltene Strafminuten; +/− = Plus/Minus-Bilanz; PP = erzielte Überzahltore; SH = erzielte Unterzahltore; GW = erzielte Siegtore; 1 Play-downs/Relegation; Kursiv: Statistik nicht vollständig)